# Фиат 126
„Фиат 126“ (Fiat 126) е модел миниавтомобили на италианската компания „Фиат“, произвеждан от нея в периода 1972 – 1991. Под лиценз моделът е произвеждан също от „Полски Фиат“ (като „Полски Фиат 126p“) и „Застава“ (като „Застава 126“), като вариантът на „Полски Фиат“ има особено голям успех и се произвежда до 2000 година.

## История
Можем да кажем че с появата на Фиат 500 се появява и първия градски автомобил.Фиат 500 и Фиат 600 са близки по техническо отношение и по дизайн. Двата модела са добре продавани особено в родината си. Инженерите от Фиат решават да преминат към нова фаза в производството на автомобили. Със 126 Фиат показва как може да изглежда градския автомобил в ръбеста каросерия. Както при 500 Фиат 126 е със задно разположен двигател. Автомобилът не постига особен успех в Италия. Въпреки това Фиат дава лиценз на чужди предприятия и този автомобил е един от най-продаваните малки автомобили в Източния блок.

## Дизайн
Дизайнът на автомобила е заимстван от прототипа на Фиат Сити такси представен през 1968. В сравнение с предшественика си моделът има съвсем различен дизайн. Новото при него са квадратните фарове и пропорционално разпределената каросерия. Автомобилът е по-ръбест и също притежава променени решетки в задната част на каросерията. Задните фарове в сравнение с 500 са малко по-големи.

## Производство
Италианската версия се произвежда във фабриката на Фиат – Монтекасино южно от Рим. От италианската версия са произведени около 1 700 000 екземпляра, а всички версии (и от чужди производители) наброява 5 600 000.

## Прякори на автомобила
- Албания – „Кикирез“
- Германия – „Бамбино“
- Куба – „Полакуито“
- Полша – „Малюх“
- Словения – „Болха“
- Чили – „Бобото“
- Югославия – „Пеглика“